# Kanton Saint-Dié-des-Vosges-Ouest
Kanton Saint-Dié-des-Vosges-Ouest is voormalig een kanton van het Franse departement Vosges. Kanton Saint-Dié-des-Vosges-Ouest maakte deel uit van het arrondissement Saint-Dié-des-Vosges. Het kanton werd op 22 maart 2015 opgeheven. Met de gemeenten van het kanton, 5 gemeenten van het eveneens op die dag opgeheven kanton Rambervillers en een deel van de stad Saint-Dié-des-Vosges werd een nieuw kanton Saint-Dié-des-Vosges-1 gevormd.

## Gemeenten
Het kanton Saint-Dié-des-Vosges-Ouest omvatte de volgende gemeenten:
- La Bourgonce
- Saint-Dié-des-Vosges (deels, hoofdplaats)
- Saint-Michel-sur-Meurthe
- La Salle
- Taintrux
- La Voivre